# Głaz Galla Anonima
Głaz Galla Anonima – pomnik wzniesiony we Wrocławiu na terenie I Liceum Ogólnokształcącego, dawny pomnik Korpusu Friesena.
Pierwotnie był to Pomnik Korpusu Karla Friesena, wykonany przez rzeźbiarza Richarda Schipkego z głazu narzutowego i odsłonięty w 1913 r. Znajdował się na nim wykuty napis (dzisiaj zatarty, ale częściowo widoczny): Dem Freiheitskämpfer Friesen geweiht vom Turngau Breslau, 1813–1913 oraz medalion z brązu z profilem Friesena. W 1967 r. pomnik został przeniesiony z placu Westerplatte na dziedziniec I Liceum Ogólnokształcącego, gdzie na miejsce brązowego medalionu wstawiono prostokątną tablicę metalową autorstwa Władysława Tumkiewicza z napisem: Gallowi Anonimowi kronikarzowi zarania naszych dziejów, przyjacielowi patriotyzmu, rzecznikowi rozdziału władzy kościelnej i świeckiej, piewcy piękna Dolnego Śląska i bohaterstwa oręża polskiego w walce z naporem germańskim. Na przełomie 1000lecia Państwa Polskiego, w 25 rocznicę powstania PPR pomnik ten w czynie społecznym ufundowała młodzież I Liceum Ogólnokształcącego im. Generała Karola Świerczewskiego, Koło ZMS, Koło Przyjaciół ZBOWID, koło miłośników Wrocławia, Wrocław 1967 roku.